# Kumichō Musume to Sewagakari
Kumichō Musume to Sewagakari (組長娘と世話係?), también conocido como The Yakuza's Guide to Babysitting, es una serie de manga japonesa escrita e liustrada por Tsukiya. Comenzó a serializarse en el sitio web Comic Ride pixiv en junio de 2018 y luego se transfirió al servicio de manga Comic Elmo de Micro Magazine en mayo de 2020. Una adaptación de la serie al anime de Feel y Gaina se estrenó el 7 de julio de 2022.

## Personajes
Tōru Kirishima (霧島 透 Kirishima Tōru?)
 Seiyū: Yoshimasa Hosoya (anime/CD drama), Alejandro Orozco (español latino)
Yaeka Sakuragi (桜樹 八重花 Sakuragi Yaeka?)
 Seiyū: Misaki Watada (anime/CD drama), Melissa Hernández (español latino)
Kei Sugihara (杉原 恵 Sugihara Kei?)
 Seiyū: Kaito Ishikawa (anime/CD drama), Marc Winslow (español latino)
Kazuhiko Sakuragi (桜樹 一彦 Sakuragi Kazuhiko?)
 Seiyū: Ryōta Takeuchi (anime/CD drama), Andrés García (español latino)
Kanami Kurosaki (黒崎 香菜美 Kurosaki Kanami?)
 Seiyū: Misa Kobayashi (anime/CD drama), Karina Altamirano (español latino)
Miyuki Sakuragi (桜樹 美幸 Sakuragi Miyuki?)
 Seiyū: Mai Nakahara, Circe Luna (español latino)
Tōichirō Aoi (葵 塔一郎 Aoi Tōichirō?)
 Seiyū: Tomoaki Maeno, Arturo Cataño (español latino)
Rei Hojo (北条 零 Hōjō Rei?)
 Seiyū: Wataru Hatano, Emmanuel Bernal (español latino)
Masaya Hayami (速水 雅也 Hayami Masaya?)
 Seiyū: Jun Fukuyama, Carlos Olízar (español latino)
Yuri Mashiro (真白 悠莉 Mashiro Yūri?)
 Seiyū: Hiroshi Kamiya, Diego Becerril (español latino)

## Contenido de la obra

### Manga
Kumichō Musume to Sewagakari es escrito e ilustrado por Tsukiya. La serie comenzó a serializarse en el sitio web Comic Ride pixiv el 5 de junio de 2018. En mayo de 2020, se transfirió al servicio de manga Comic Elmo de Micro Magazine. El primer volumen se publicó el 24 de diciembre de 2018. Se han recopilado sus capítulos en trece volúmenes de tankōbon hasta la fecha. La serie está licenciada en inglés por Kaiten Books.

#### Lista de volúmenes
| Volúmenes de manga publicados | Volúmenes de manga publicados | Volúmenes de manga publicados                      |
| Número                        | Fecha de lanzamiento          | ISBN                                               |
| ----------------------------- | ----------------------------- | -------------------------------------------------- |
| 1                             | 24 de diciembre de 2018       | ISBN 978-4-89-637849-8                             |
| 2                             | 19 de julio de 2019           | ISBN 978-4-89-637900-6                             |
| 3                             | 24 de enero de 2020           | ISBN 978-4-89-637967-9 ISBN 978-4-89-637968-6 (ES) |
| 4                             | 22 de julio de 2020           | ISBN 978-4-86-716032-9                             |
| 5                             | 10 de diciembre de 2020       | ISBN 978-4-86-716090-9                             |
| 6                             | 10 de septiembre de 2021      | ISBN 978-4-86-716165-4 ISBN 978-4-86-716166-1 (ES) |
| 7                             | 10 de febrero de 2022         | ISBN 978-4-86-716165-4                             |
| 8                             | 11 de julio de 2022           | ISBN 978-4-86-716301-6                             |
| 9                             | 11 de enero de 2023           | ISBN 978-4-86-716379-5                             |
| 10                            | 10 de julio de 2023           | ISBN 978-4-86-716443-3 ISBN 978-4-86-716444-0 (ES) |
| 11                            | 11 de diciembre de 2023       | ISBN 978-4-86-716503-4 ISBN 978-4-86-716504-1 (ES) |
| 12                            | 10 de julio de 2024           | ISBN 978-4-86-716602-4 ISBN 978-4-86-716603-1 (ES) |
| 13                            | 11 de diciembre de 2024       | ISBN 978-4-86-716676-5 ISBN 978-4-86-716677-2 (ES) |

### Anime
Se anunció una adaptación de la serie al anime el 8 de septiembre de 2021. Está producida por Feel y Gaina y dirigida por Itsuro Kawasaki, con guiones escritos por Keiichirō Ōchi, diseños de personajes de Hiromi Ogata y música compuesta por Takurō Iga. La serie se estrenó el 7 de julio de 2022 en Tokyo MX y otros canales. El tema de apertura es "Mirai no Hero Tachi e", interpretado por Shō Takeyaki, mientras que el tema de cierre es "Kaerimichi no Iro" interpreado por la VTuber Shibuya HAL. Crunchyroll obtuvo la licencia de la serie fuera de Asia.
El 28 de julio de 2022, la serie tuvo un doblaje en español latino, el cual fue estrenado por Crunchyroll.

## Recepción
En 2019, Kumichō Musume to Sewagakari fue nominada para la 5ª edición de los Next Manga Awards en la categoría digital y se ubicó en el puesto 15 de 50 nominados.